# Bistum Nouakchott
Das Bistum Nouakchott (lat.: Dioecesis Nuakchottensis) ist eine in Mauretanien gelegene römisch-katholische Diözese und das einzige Bistum der römisch-katholischen Kirche in Mauretanien mit Sitz in Nouakchott. Es wurde am 18. Dezember 1965 aus der Apostolischen Präfektur Saint-Louis du Sénégal herausgetrennt und verselbständigt.
Die Liturgiesprache ist in der Regel Französisch.

## Bischöfe
- Michel Bernard CSSp (1965–1973)
- Robert de Boissonneaux de Chevigny CSSp (1973–1995)
- Martin Albert Happe MAfr (1995–2024)
- Victor Ndione (seit 2024)